# Дитрих II фон Мандершайд-Кайл
Дитрих II фон Мандершайд-Кайл (на немски: Dietrich II Graf von Manderscheid-Kayl; * 1563 или 1564; † 1613) е граф на Мандершайд и господар на Кайл-Фалкенщайн (1577 – 1613) в Рейнланд-Пфалц.

## Произход
Той е син на граф Дитрих I фон Мандершайд-Кайл († 1577) и съпругата му графиня Анна фон Лайнинген-Вестербург (1535 – 1590), дъщеря на граф Куно II фон Лайнинген-Вестербург (1487 – 1547) и Мария фон Щолберг-Вернигероде (1507 – 1571), дъщеря на граф Бото цу Щолберг (1467 – 1538) и графиня Анна фон Епщайн-Кьонигщайн (1481 – 1538). Брат е на неженените граф Йохан Герхард фон Мандершайд-Кайл (* 1565; † 15 февруари 1616) и Йохан Филип фон Мандершайд-Кайл († 1585/1586).

## Фамилия
Дитрих II фон Мандершайд-Кайл се сгодява на 18 ноември 1591 г. и се жени на 12 януари 1592 г. за графиня Анна Амалия фон Мандершайд (* 8 август 1570; † 16 юли 1603), дъщеря на граф
Йоахим фон Мандершайд-Нойербург-Вирнебург († 1582) и Магдалена фон Насау-Идщайн-Висбаден († 1604). Те имат децата:
- Анна Магдалена фон Мандершайд-Кайл (* 1595; † 5 август 1625)
- Филип Дитрих фон Мандершайд-Кайл (* 30 март 1596; † 25 май 1653), женен на 4 март 1628 г. за братовчедката си Елизабет Амалия Льовенхаупт (* 21 май 1607; † 13 юли 1647), дъщеря на леля му по майчина линия Магдалена фон Мандершайд-Вирнебург (1574 – 1639) и граф Стен Акселинпойка фон Льовенхаупт фон Флакенщайн (1586 – 1645)
- Мария Евгения фон Мандершайд-Кайл († сл. 1625)
- Клара Елизабет фон Мандершайд-Кайл († сл. 1646)
- Клеменс Карл Франц фон Мандершайд-Кайл († сл. 1625)